# Ernst Wilhelm Nay

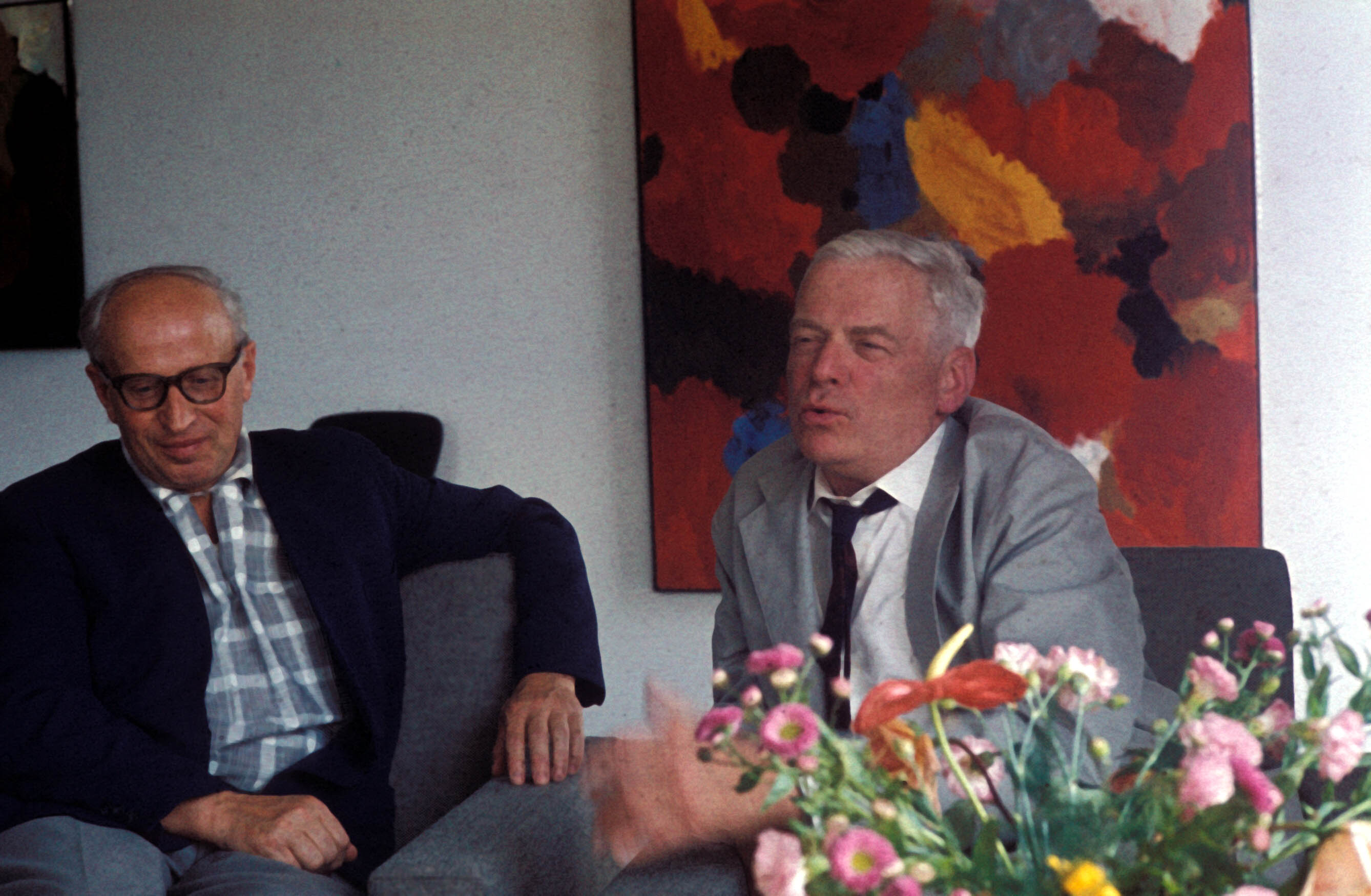
Ernst Wilhelm Nay in 1960 met op de achtergrond een werk van hem

Ernst Wilhelm Nay (Berlijn, 1902 - 1968) was samen met Willi Baumeister een van de Duitse kunstenaars die vanaf 1948 een eigentijdse abstracte schilderkunst ontwikkelden. Nay deed dit ook schrijvend en denkend, in discussie met de oude generatie abstracte kunstenaars als Wassily Kandinsky en Paul Klee.

## Biografie
Tot 1925 schilderde Nay naast allerlei banen als autodidact en volgde dat jaar een schilderklas van de Berlijnse academie. In 1928 verliet hij de academie om zich zelfstandig te ontwikkelen. Dat jaar verbleef hij in Parijs waar hij zich intensief met de schilder Poussin bezighield.
In 1935 - 1937 maakte Nay een zeereis op de Oostzee en bezocht ook het eiland Lofoten, waar hij enkele malen de oude schilder Edvard Munch ontmoette. Een tiental van zijn schilderijen werd hetzelfde jaar als 'entartete kunst' door de nazi's in beslag genomen. Tijdens de oorlog vocht hij aan het Duitse front bij Le Mans in Frankrijk, hoewel hij vaak werd vrijgesteld door zijn meerderen vanwege zijn artistieke aspiraties. Hier maakte hij hele series aquarellen. Al tijdens de laatste oorlogsjaren hield hij zich in gedachten intensief bezig met de 'nieuwe kunst' die de doelloosheid van die tijd moest opheffen en die hij vanaf de vrede wilde ontwikkelen. 
Tot aan 1940 toonde zijn schilderkunst half-geabstraheerde expressieve mythische wezens, afkomstig uit de Noordse mythologie; na de oorlog ontstonden pas zijn eerste echte abstracties. Hij is bekend geworden van zijn 'schijf'-schilderijen - ontstaan vanaf 1950, waarin de schijf-vorm de dragende vorm werd van de gehele compositie. Op de documenta III van 1964 waren drie beschilderde plafondpanelen van zijn hand aanwezig.  